# Station Neu Wulmstorf
Station Neu Wulmstorf (Haltepunkt Neu Wulmstorf) is een spoorwegstation in de Duitse plaats Neu Wulmstorf, in de deelstaat Nedersaksen. Het station is onderdeel van de S-Bahn van Hamburg en alleen treinen van de S-Bahn stoppen op het station. Het station ligt aan de spoorlijn Lehrte - Cuxhaven. Het station telt twee perronsporen.

## Geschiedenis
De Niederelbebahn tussen Hamburg en Cuxhaven in 1881 ten noorden van wijk Vusshusen, onder de rivier de Geeste zonder een halte in de buurt. Onder andere door de bouw van de lijn zelf en het gebruik van zand en grind voor de spoordijk uit de Wulmstorfer zandgroeve groeide het gehucht Neu Wulmstorf, en ontstond het belang voor een eigen halte. 1200 meter ten westen lag de spooraansluiting Kiesgrube Ketzendorf in de richting van Hamburger Chaussee (tegenwoordig B73). Na een medefinanciering door de gemeente werd de Haltepunkt Daerstorf op 5 januari 1905 geopend. Het station lag ten zuiden van het huidige station op een exclave die bij Daerstorf hoorde.
In de eerste jaren na de opening van het station was er in de omgeving weinig huizen. Daarom opende in 1910 Hans Joachim Lohmann uit Ketzendorf het Gasthaus zum Bahnhof. Een levendige handel in 1915 leidde tot de bouw van een goederenlaadperron en Lohmann richtte een tolplicht voor goederen die werden overgeslagen. Het laadperron was tot 2001 regelmatig in gebruik.
Het oorspronkelijke stationsgebouw, een vakwerkgebouw uit 1905, werd in de jaren '50 door nieuwbouw vervangen.
Toen de S-Bahn van Hamburg in 2007 werd verlengd naar Stade werd het station verbouwd. Een overweg werd vervangen door een tunnel voor snel- en langzaam verkeer, de oude loods en stationsgebouw uit de jaren 50 werden gesloopt en de perrons werden verlengd en naar het westen verplaatst. In jaren daarna volgde een bushalte, kiosk, fietsenstalling en Parkeer en Reisplaatsen. Hierbij werd in april 2007 de wissel naar de kazerne verwijderd.
Tot 2007 werd het station bedient door regionale treinen van DB Regio en de EVB. Vanaf 9 december 2007 is de halte onderdeel van de S-Bahn van Hamburg. Hierdoor werd de frequentie van de treinen verhoogd.
Vanaf de fusie van gemeentes in 1970 heet het station Neu Wulmstorf.
Het Gasthaus van Lohmann wisselde regelmatig van naam, de laatste naam was Schimmelreiter. Het gebouw stond vanaf 1999 leeg en raakte in verval tot een brandstichting het gebouw in 2011 sloopte.

## Treinverbindingen
De volgende S-Bahnlijn doet station Neu Wulmstorf aan:
| Serie | Treinsoort        | Route | Bijzonderheden |
| ----- | ----------------- | --- | -------------- |
|       | S-Bahn (DB Regio) | Elbgaustraße – Eidelstedt – Dammtor – Hauptbahnhof – Harburg – Harburg Rathaus – Neugraben – Neu Wulmstorf – Buxtehude – Stade |                |